# Китчен, Перри
Перри Аллен Китчен (англ. Perry Allen Kitchen; 29 февраля 1992, Индианаполис, Индиана, США) — американский футболист, опорный полузащитник. Выступал за сборную США.

## Клубная карьера
Китчен начал заниматься футболом в IMG Soccer Academy, а затем выступал за команду Акронского университета.
Оставив университет после первого года обучения, 29 декабря 2010 года Китчен подписал контракт с MLS по программе Generation Adidas. 13 января 2011 года на Супердрафте MLS он был выбран под общим третьим номером клубом «Ди Си Юнайтед». Его профессиональный дебют состоялся 19 марта в матче первого тура сезона против «Коламбус Крю». 29 мая в поединке против «Портленд Тимберс» Китчен забил свой первый гол в профессиональной карьере. В 2013 году Перри помог команде завоевать Кубок Ламара Ханта. По итогам сезона 2013 Китчен был признан самым ценным игроком «Ди Си Юнайтед». По окончании сезона 2015 контракт Китчена с «Ди Си Юнайтед» истёк.
В марте 2016 года Китчен на правах свободного агента присоединился к шотландскому клубу «Харт оф Мидлотиан», подписав контракт на 2,5 года. 12 марта в матче против «Данди» он дебютировал в шотландском Премьершипе, заменив во втором тайме Сэма Николсона. В сентябре Китчен был назначен новым капитаном «Хартс».
Летом 2017 года Перри перешёл в датский клуб «Раннерс», подписав двухлетний контракт. 15 июля в матче против «Сённерюйск» он дебютировал в датской Суперлиге.
9 января 2018 года Китчен вернулся на родину, став игроком «Лос-Анджелес Гэлакси», который за права на него в MLS выплатил «Ди Си Юнайтед» $100 тыс. в общих распределительных средствах и $200 тыс. в целевых распределительных средствах. 4 марта в матче первого тура сезона против «Портленд Тимберс» он дебютировал за свой новый клуб. По окончании сезона 2020 контракт Китчена с «Лос-Анджелес Гэлакси» истёк.
28 января 2021 года Китчен на правах свободного агента подписал контракт с «Коламбус Крю». За «Крю» он дебютировал 8 апреля в первом матче четвертьфинала Лиги чемпионов КОНКАКАФ 2021 против никарагуанского «Реала Эстели». В начале сезона 2021, сыграв 18 апреля в матче стартового тура против «Филадельфии Юнион», он травмировал правое подколенное сухожилие, и 28 мая у него случился рецидив травмы, из-за чего он пропустил более двух месяцев, вернувшись на поле 9 июля в матче против «Цинциннати». 16 августа он перенёс операцию на спине по поводу грыжи межпозвоночного диска. Травма спины привела к повреждению нерва в правой ноге, а 14-месячная реабилитация не дала необходимого результата, по причине чего 26 октября 2022 года Китчен был вынужден объявить о своём уходе из профессионального футбола.

## Международная карьера
В 2009 году в составе юношеской сборной США Китчен принял участие в юношеском чемпионате мира в Нигерии. На турнире он сыграл в матче против сборной Испании.
В 2011 году в составе молодёжной сборной США Перри принял участие в молодёжном чемпионате КОНКАКАФ в Гватемале. На турнире он сыграл в матчах против команд Суринама, Панамы и Гватемалы.
8 февраля 2015 года в товарищеском матче против сборной Панамы Китчен дебютировал за сборную США, заменив во втором тайме Микса Дискеруда.
Китчен значился в предварительной заявке сборной на Золотой кубок КОНКАКАФ 2015, но в окончательный состав не попал.
Летом 2016 года Перри принял участие в домашнем Кубке Америки. На турнире он был запасным и на поле не вышел.

## Статистика

### Клубная
| Выступление          | Выступление      | Выступление      | Лига | Лига | Кубок | Кубок | Плей-офф | Плей-офф | Континент | Континент | Итого | Итого |
| Клуб                 | Лига             | Сезон            | Игры | Голы | Игры  | Голы  | Игры     | Голы     | Игры      | Голы      | Игры  | Голы  |
| -------------------- | ---------------- | ---------------- | ---- | ---- | ----- | ----- | -------- | -------- | --------- | --------- | ----- | ----- |
| Чикаго Файр Премьер  | PDL              | 2010             | 1    | 0    | —     | —     | —        | —        | —         | —         | 1     | 0     |
| Чикаго Файр Премьер  | Итого            | Итого            | 1    | 0    | —     | —     | —        | —        | —         | —         | 1     | 0     |
| Ди Си Юнайтед        | MLS              | 2011             | 32   | 1    | 0     | 0     | —        | —        | —         | —         | 32    | 1     |
| Ди Си Юнайтед        | MLS              | 2012             | 32   | 0    | 2     | 0     | 4        | 0        | —         | —         | 38    | 0     |
| Ди Си Юнайтед        | MLS              | 2013             | 31   | 1    | 5     | 0     | —        | —        | —         | —         | 36    | 1     |
| Ди Си Юнайтед        | MLS              | 2014             | 30   | 5    | 0     | 0     | 2        | 0        | 1         | 0         | 33    | 5     |
| Ди Си Юнайтед        | MLS              | 2015             | 33   | 3    | 0     | 0     | 3        | 0        | 3         | 0         | 39    | 3     |
| Ди Си Юнайтед        | Итого            | Итого            | 158  | 10   | 7     | 0     | 9        | 0        | 4         | 0         | 178   | 10    |
| Харт оф Мидлотиан    | Премьершип       | 2015/16          | 10   | 0    | —     | —     | —        | —        | —         | —         | 10    | 0     |
| Харт оф Мидлотиан    | Премьершип       | 2016/17          | 29   | 0    | 3     | 0     | —        | —        | 3         | 0         | 35    | 0     |
| Харт оф Мидлотиан    | Итого            | Итого            | 39   | 0    | 3     | 0     | —        | —        | 3         | 0         | 45    | 0     |
| Раннерс              | Суперлига        | 2017/18          | 17   | 0    | 2     | 0     | —        | —        | —         | —         | 19    | 0     |
| Раннерс              | Итого            | Итого            | 17   | 0    | 2     | 0     | —        | —        | —         | —         | 19    | 0     |
| Лос-Анджелес Гэлакси | MLS              | 2018             | 31   | 0    | 1     | 0     | —        | —        | —         | —         | 32    | 0     |
| Лос-Анджелес Гэлакси | MLS              | 2019             | 8    | 0    | 2     | 0     | 2        | 0        | —         | —         | 12    | 0     |
| Лос-Анджелес Гэлакси | MLS              | 2020             | 21   | 0    | —     | —     | —        | —        | —         | —         | 21    | 0     |
| Лос-Анджелес Гэлакси | Итого            | Итого            | 60   | 0    | 3     | 0     | 2        | 0        | —         | —         | 65    | 0     |
| Коламбус Крю         | MLS              | 2021             | 5    | 0    | —     | —     | —        | —        | 2         | 0         | 7     | 0     |
| Коламбус Крю         | MLS              | 2022             | 0    | 0    | 0     | 0     | —        | —        | —         | —         | 0     | 0     |
| Коламбус Крю         | Итого            | Итого            | 5    | 0    | 0     | 0     | —        | —        | 2         | 0         | 7     | 0     |
| Всего за карьеру     | Всего за карьеру | Всего за карьеру | 280  | 10   | 15    | 0     | 11       | 0        | 9         | 0         | 315   | 10    |

### Сборная
| Команда | Год   | Игр | Голы |
| ------- | ----- | --- | ---- |
| США     |       |     |      |
| 2015    | 2     | 0   |      |
| 2016    | 3     | 0   |      |
| Всего   | Всего | 5   | 0    |

## Достижения
Командные
 «Ди Си Юнайтед»
- Обладатель Открытого кубка США — 2013